# Reinaldo García Mallea
Reinaldo Javier García Mallea (Mendoza, 15 gennaio 1983) è un hockeista su pista argentino, attaccante del Trissino.

## Palmarès

### Giocatore

#### Club

##### Competizioni nazionali
- Campionato portoghese: 5

Porto: 2004-2005, 2005-2006, 2006-2007, 2016-2017, 2018-2019
- Coppa del Portogallo: 5

Porto: 2004-2005, 2005-2006, 2015-2016, 2016-2017, 2017-2018
- Supercoppa del Portogallo: 6

Porto: 2005, 2006, 2016, 2017, 2018, 2019
- Campionato spagnolo: 4

Barcellona: 2009-2010, 2011-2012, 2013-2014, 2014-2015
- Coppa del Re: 2

Barcellona: 2011, 2012
- Supercoppa di Spagna: 4

Barcellona: 2011, 2012, 2013, 2014
- Elite Cup: 1

Porto: 2019
- Supercoppa italiana: 1

Trissino: 2023

##### Competizioni internazionali
- CERH European League: 3

Barcellona: 2009-2010, 2013-2014, 2014-2015
- Supercoppa d'Europa/Coppa Continentale: 1

Barcellona: 2010-2011
- Coppa Intercontinentale: 1

Barcellona: 2014

#### Nazionale
- Campionato mondiale: 1

La Roche-sur-Yon 2015
- Campionato Sudamericano/Coppa America: 1

Buenos Aires 2008
- Coppa delle Nazioni: 1

2017